# Fredilocarcinus apyratii
Fredilocarcinus apyratii är en kräftdjursart som beskrevs av Magalhães och Türkay 1996. Fredilocarcinus apyratii ingår i släktet Fredilocarcinus och familjen Trichodactylidae. IUCN kategoriserar arten globalt som otillräckligt studerad. Inga underarter finns listade i Catalogue of Life.